# 李硕 (中将)
李硕（1929年—2006年3月13日），河北房山人，中国人民解放军将领、中国人民解放军中将。
参加第二次国共内战，并参加清风店战役、太原战役等。中华人民共和国成立后，率部参加朝鲜战争，后担任成都军区副政治委员、成都军区纪律检查委员会专职书记、军事科学院纪律检查委员会专职书记。1988年，授予中国人民解放军中将。2006年3月去世。